# Archimedes badkar II
Archimedes badkar II är den svenska proggruppen Archimedes badkars andra studioalbum, utgivet 1976 på skivbolaget MNW (skivnummer MNW 62-63P). Skivan utgavs som en dubbel-LP.
Skivan spelades in vid tre tillfällen. Det första ägde rum 13 december 1974 då endast en låt ("Afreaka II") spelades in. Nästa tillfälle var i december 1975, då en majoritet av albumets låtar spelades in. I december 1976 spelades låtarna "Efter regnet + vattenfall" in.
I det tillhörande texthäftet kunde man läsa att "skivorna bör spelas på ganska hög volym".

## Låtlista
A
1. "Förtryckets sista timme" – 11:17
2. "Efter regnet + Vattenfall" – 10:17

B
1. "Rebecca" – 1:33
2. "Jorden" – 6:13
3. "Charmante Yerevan, en låt från Armenien" – 3:25
4. "Afreaka II" – 10:40

C
1. "Radio Tibet" – 9:17
2. "Två världar" – 9:26

D
1. "Jugoslavisk dans" – 2:15
2. "Indisk folkmelodi och ett tema av Ingemar" – 7:05
3. "Två hundra stolta år" – 9:46

## Medverkande
- Jörgen Adolfsson – fiol, saxofon, mandolin, gitarr
- Tommy Adolfsson – trumpet, trummor
- Kjell Andersson – slagverk, klarinett
- Bengt Berger – slagverk
- Christer Bjernelind – bas, slagverk, mandolin, gitarr, piano
- Pysen Eriksson – vibrafon, slagverk
- Ingvar Karkoff – keyboard, sång, gitarr
- Anita Livstrand – tamburin
- Peter Ragnarsson – tablas
- Per Tjernberg – keyboard, klarinett, slagverk
- Kjell Westling – traversflöjt

### Fotnoter
1. 1 2 3  ”Archimedes badkar II”. Discogs.com. http://www.discogs.com/Archimedes-Badkar-Archimedes-Badkar-II/release/1218470. Läst 5 september 2012.